# Hadis Najafi
Hadis Najafi (persisch حدیث نجفی; geboren am 5. Januar 2000; gestorben am 21. September 2022) war eine junge Iranerin, die bei einer Demonstration in Karadsch von Basidschis erschossen wurde. Sie hatte mit tausenden Iranern erstmals an den landesweiten Protesten im Iran seit September 2022 teilgenommen. Sie war das erste Todesopfer dieser Proteste in ihrer Heimatstadt. Die Nachricht von ihrer Ermordung verstärkte die Proteste erheblich. Medienberichte dazu machten Najafi, ihr Leben und ihre Todesumstände weltweit bekannt.

## Aktivitäten
Hadis Najafi wurde am 5. Januar 2000 geboren und lebte rund 22 Jahre und neun Monate. Sie arbeitete als Kassiererin in einem Restaurant in der nahe Teheran gelegenen Großstadt Karadsch. Wie viele junge Iranerinnen war sie auf den Internetplattformen Instagram und TikTok aktiv. Sie teilte dort Eindrücke aus ihrem Leben mit zehntausenden Followern und veröffentlichte etwa Tanz- und Musikvideos, immer im privaten Umfeld. Mal trug sie dabei den im Iran für öffentliche Räume vorgeschriebenen Hidschab, mal nicht. Sie liebte Popmusik, iranische Sänger und Mode. Sie war keine politische Aktivistin und sprach sich nicht öffentlich für Frauenrechte im Iran aus, sondern trat einfach für ihr Recht auf Freizügigkeit ein, sich nach ihren Wünschen zu kleiden und zu leben. Ein Freund bezeichnete sie als „stets glücklich und voller Energie“.
Nach dem Tod von Jina Mahsa Amini am 16. September 2022, die wegen eines angeblichen Verstoßes gegen das iranische Hidschab-Gesetz inhaftiert und wahrscheinlich von Polizisten tödlich verletzt worden war, wurde Najafi politisch aktiv. Sie sagte ihrer Schwester, Mahsa Aminis Tod habe ihr Herz gebrochen; sie werde dazu nicht schweigen. Sie werde nicht aufhören, Gerechtigkeit für Mahsa Amini zu suchen.
Einer engen Freundin zufolge hatte sie trotz der Polizeigewalt keine Angst, sich an den Protesten zu beteiligen. Am 21. September 2022 nahm sie erstmals an einer Demonstration in ihrer Heimatstadt gegen die Unterdrückung von Frauen im Iran teil. Etwa um 19:30 Uhr an jenem Abend verließ sie das Elternhaus und ging dorthin. Unterwegs sandte sie ein Video an ihre Freunde, in dem sie ihre Zukunftshoffnung ausdrückte: „Ich hoffe, in einigen Jahren, wenn ich zurückblicke, werde ich glücklich sein, dass alles sich zum Besseren geändert hat.“

## Todesumstände
Am 21. September 2022 um etwa 20:00 Uhr wurde Hadis Najafi bei dem Protest in Karadsch erschossen. Nach von Radio Zamaneh ermittelten Augenzeugenangaben schossen Polizeikräfte mit scharfer Munition und Schrotkugeln gezielt auf sie. Mehr als 20 Schüsse trafen sie aus einer Entfernung von weniger als 50 Metern und zerfetzten oder verletzten ihre Augenbrauen, Nase, Lippen, Brust und Nacken, nach weiteren Berichten auch ihre Hand, ihren Bauch und ihr Herz. Sie wurde in ein Krankenhaus gebracht, wo sie starb. Nach Angaben ihrer Schwester waren sechs der erhaltenen Schusswunden tödlich.
Zwei Tage lang behielten die Regimekräfte ihren Leichnam und versuchten ihre Familie zu zwingen, ihre Ermordung durch Polizeikugeln geheim zu halten und stattdessen einen Herzinfarkt aus Angst als Todesursache anzugeben. Ihr Vater verweigerte dies. Doch um den Leichnam zu erhalten, musste die Familie eine Erklärung mit den geforderten Falschangaben unterzeichnen und sich verpflichten, keine Medien über Najafis Tod zu informieren.
Am 23. September 2022 übergaben die Regimekräfte die Tote in einem geschlossenen Sarg den Angehörigen. Als diese den Sarg öffneten, entdeckten sie, dass Najafis ganzer Körper von Kugeln durchsiebt war. Ihre ältere Schwester Shirin Najafi veröffentlichte einige Fotografien der Verletzungen und ihren Totenschein auf Instagram. Der Totenschein des Krankenhauses gab „Schüsse bei einer Operation mit militärischer Ausrüstung“ als Todesursache an.
Hadis Najafi wurde am selben Tag auf dem Behesht-e-Sakineh-Friedhof in Karadsch bestattet. Dabei verboten anwesende Regimeagenten den Angehörigen lautes Weinen und Sprechen.

## Folgen
Am 25. September 2022 machte die Exiliranerin und Menschenrechtsaktivistin Masih Alinejad die Ermordung von Hadis Najafi auf Twitter bekannt. Dazu veröffentlichte sie ein Video einer jungen Frau, die mit dem Rücken zur Kamera ohne Hidschab auf der Straße steht, sich ihre blonden Haare zu einem Pferdeschwanz hochbindet und dann zu einer Protestversammlung geht. Alinejad legte die Identität jener Frau mit Hadis Najafi nahe. Viele Medien verbreiteten das Video irrtümlich als letztes Lebenszeichen von Najafi kurz vor ihrer Erschießung. Am 26. September 2022 erklärte eine andere Iranerin gegenüber BBC Persian Television, sie habe an demselben Protest teilgenommen und sei die Frau in dem Video. Als Beweis zeigte sie, wie sie sich ihre blonden Haare auf dieselbe Weise hochband. Auf Nachfrage bestätigten Najafis Angehörige, Hadis ähnele der Frau im Video stark, sei aber tatsächlich bei jenem Protest erschossen worden. Amnesty International nahm Hadis Najafi in eine Liste zuverlässig belegter Todesopfer im Iran seit September 2022 auf.
Gerade weil Hadis Najafi keine politische Aktivistin war, sondern einfach Lebensfreude und private Freizügigkeit geteilt hatte, bewirkte die Nachricht von ihrer Ermordung auf den von ihr genutzten Plattformen eine große Solidarisierungswelle und verstärkte die Proteste auf den Straßen im Iran wie auch im Internet enorm. Auf Tiktok entstand die Parole “GRWM [abgekürzt für ‘Get ready with me’] to get killed in Iran”. Dabei zeigten Iranerinnen, in welcher Kleidung und Haartracht sie zu den nächsten Demonstrationen gingen, bei denen sie mit ihrem gewaltsamen Tod rechnen mussten. Auch auf anderen Internetplattformen machten viele Frauen aus dem Iran und anderen Staaten unter Hashtags wie #MahsaAmini, #FreeIran und #PersianTiktok auf ihre Situation aufmerksam. Oft kürzten sie vor laufender Kamera symbolisch ihren Hidschab oder schnitten sich ihre Haare ganz oder teilweise ab, ebenso Männer, die sich mit ihnen solidarisieren. Über diese Plattformen wurden auch Videos von öffentlichen Protesten im Iran weit verbreitet.
Die Ermordete wurde rasch zu einem landesweiten starken Symbol für die iranischen Bürger, besonders die Frauen, gegen ihre Unterdrückung durch die Islamische Republik. Am 40. Tag seit ihrem Tod, der im Islam traditionell besonders gefeiert wird, kamen zehntausende Demonstranten zu ihrem Grab, besetzten zeitweise eine Autobahn auf dem Weg dorthin und riefen mit Parolen zum Sturz des Regimes auf. Bei dieser Trauerfeier am 3. November 2022 griffen Regimekräfte die Teilnehmer mit Knüppeln, Schockgranaten, Tränengas und scharfer Munition an, wie ins Internet gelangte Zeugenvideos belegen. Die Iranische Revolutionsgarde (IRGC) blockierte die Zufahrtsstraßen zum Friedhof und nahm eine unbekannte Zahl ankommender Trauergäste gewaltsam fest oder tötete sie.
Die 27-jährige Darya Nazmdeh wurde laut Augenzeugen geschlagen, gewaltsam in ein bereitstehendes Auto gezwungen und weggebracht. Zwei Wochen später fand ihre Mutter ihren toten, mit Blutergüssen und Wunden übersäten Körper in einem Leichenschauhaus. Laut ihrem Totenschein starb sie durch ein hartes Objekt, das ihren Kopf getroffen hatte; wahrscheinlich ein Polizeiknüppel. Regimeagenten nötigten die Familie jedoch zu Falschangaben: Sie sollten einen Verkehrsunfall als Todesursache beeiden, andernfalls werde man auch sie töten und sie würden ihre Tochter nie wiedersehen. Damit sie den Leichnam erhielten und würdig bestatten konnten, willigte die Familie ein. Freunde der Ermordeten bezeugten den tatsächlichen Vorgang jedoch zuverlässig gegenüber ausländischen Medien.